# 173936 Yuribo
173936 Yuribo è un asteroide della fascia principale. Scoperto nel 2001, presenta un'orbita caratterizzata da un semiasse maggiore pari a 3,1239119 UA e da un'eccentricità di 0,0829936, inclinata di 16,12979° rispetto all'eclittica.